# Jonathan Guilmette
Jonathan Guilmette (ur. 18 sierpnia 1978 w Montrealu) – kanadyjski łyżwiarz szybki specjalizujący się w short tracku. Wielokrotny medalista olimpijski.
Na międzynarodowych imprezach debiutował w połowie lat 90. Startował na dwóch igrzyskach (IO 02, IO 06), za każdym razem zdobywając medale. Miał miejsce w składzie kanadyjskiej sztafety, zdobył z nią złoty i srebrny medal olimpijski (w 2006 – bez udziału w finale). W 2002 był także drugi w wyścigu na 500 metrów. Wielokrotnie stawał na podium mistrzostw świata, w drużynie i sztafecie zostając mistrzem globu. Karierę zakończył w 2006.